# Son (álbum)
Son es el cuarto álbum de estudio de la cantautora argentina Juana Molina. Fue lanzado por el 23 de mayo de 2006 por Domino Records. Ha recibido elogios de la crítica.

## Lista de canciones
Todas las canciones escritas y compuestas por Juana Molina. 
| N.º | Título               | Duración |  |
| 1.  | «Río seco»           | 03:32    |  |
| 2.  | «Yo no»              | 04:57    |  |
| 3.  | «La verdad»          | 06:40    |  |
| 4.  | «Un beso Llega»      | 07:18    |  |
| 5.  | «No seas antipática» | 04:21    |  |
| 6.  | «Micael»             | 03:03    |  |
| 7.  | «Son»                | 03:24    |  |
| 8.  | «Las culpas»         | 02:42    |  |
| 9.  | «Malherido»          | 04:22    |  |
| 10. | «Desordenado»        | 02:20    |  |
| 11. | «Elena»              | 04:31    |  |
| 12. | «Hay que ver si voy» | 08:29    |  |